# Église Notre-Dame-de-la-Croix de Ménilmontant
Pour les articles homonymes, voir Église Notre-Dame et Notre-Dame.
 (août 2025).
L'église Notre-Dame-de-la-Croix est un édifice catholique qui se trouve dans le quartier de Ménilmontant du 20e arrondissement de Paris (France). Cette vaste église (97 mètres de longueur, 38 mètres de largeur, 20 mètres de hauteur sous la voûte de la nef) combine des éléments néoromans et néogothiques. Elle possède un clocher de 78 mètres de hauteur ainsi qu'un escalier monumental qui précède sa façade. Elle fait partie des plus grandes églises de Paris (la quatrième par son volume) et est classée aux monuments historiques depuis 2017.

## Histoire
Pendant longtemps, Ménilmontant, alors un hameau, est resté sous la tutelle du curé de l’église Saint-Jean-Baptiste de Belleville. Au début du XIXe siècle, sa population a beaucoup augmenté, et en 1823 (certains documents[Lesquels ?] indiquent 1833[réf. nécessaire]), le curé de Belleville l'abbé Longbois fait construire une chapelle : Notre-Dame-de-la-Croix. Son premier curé fut l'abbé Depille (nommé le 18 mars 1847). En 1858, la chapelle devient paroisse à part entière.
Vers le milieu du XIXe siècle cette chapelle ne convenait plus aux besoins de la paroisse car elle ne pouvait contenir que quatre cents personnes. Elle est détruite puis remplacée par l'actuelle église. Les travaux, commencés en 1863, sont terminés en 1880 mais elle est devenue un lieu de culte dès 1869. Peu après, les militants de la Commune de Paris s'en sont servis pour tenir des réunions politiques et c'est là que fut votée par acclamation la mort de l'archevêque de Paris, monseigneur Darboy, le 6 mai 1871.

Vues historiques
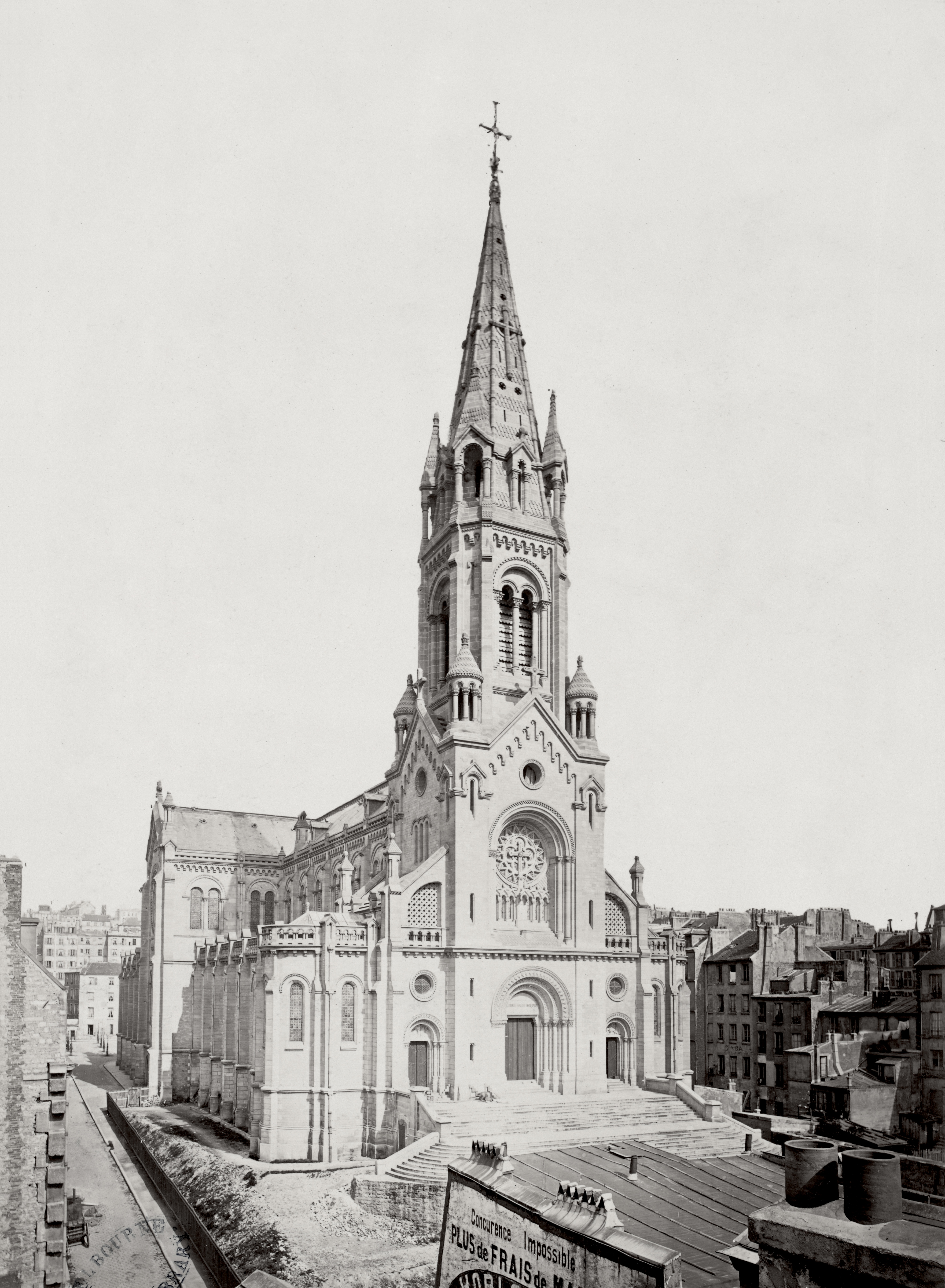
L'église vers 1865-1870. Photographie de Charles Marville.
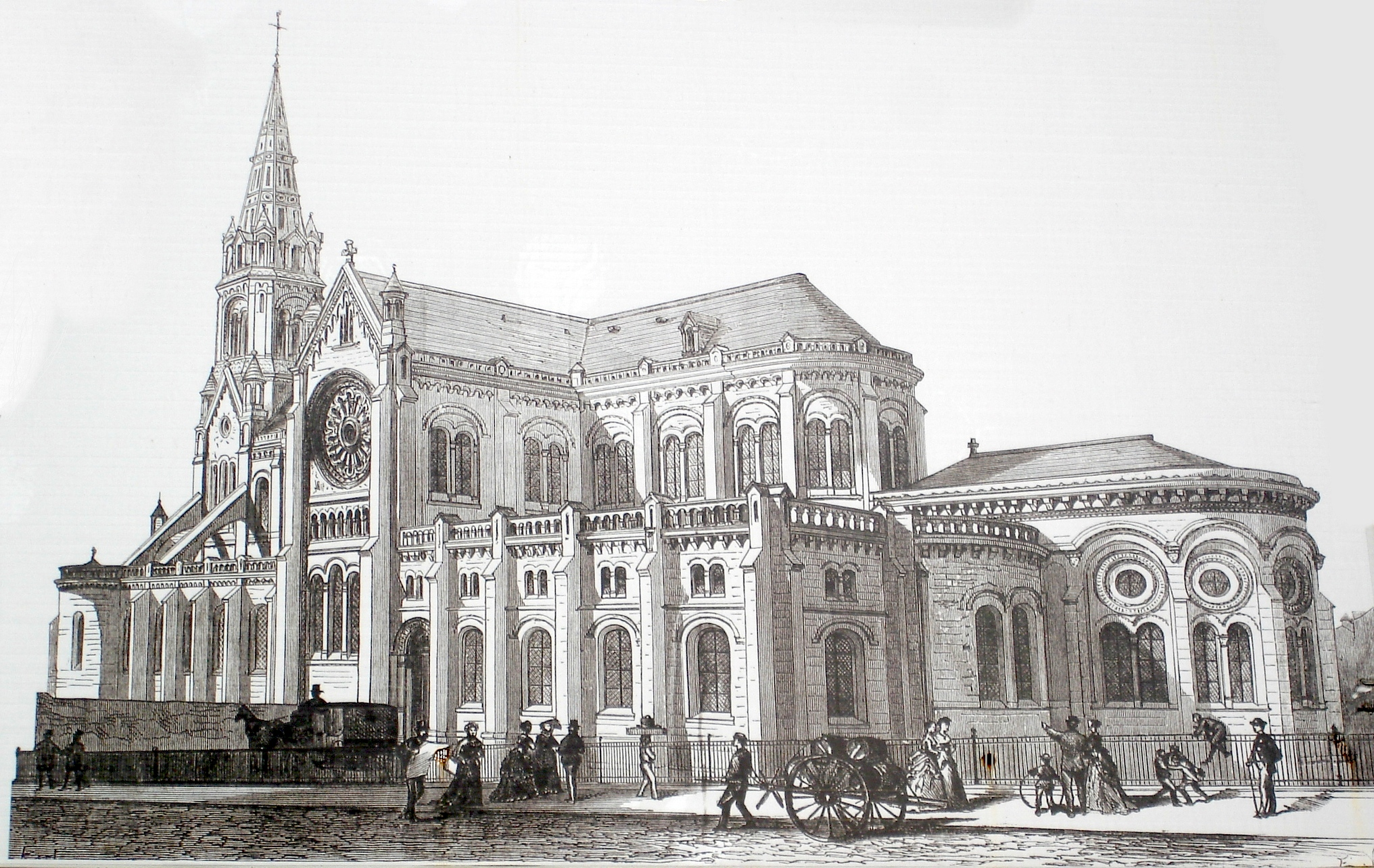
L'église à la fin du XIXe siècle, vue de l'arrière. Gravure anonyme.
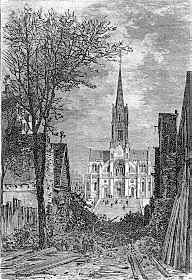
L'église en 1869.

Le nom de l'église proviendrait d'une statue de la Sainte Vierge initialement située dans un établissement de Ménilmontant, propriété des frères de la Sainte Croix, chanoines réguliers installés à Paris, rue Sainte-Croix-de-la-Bretonnerie (bâtiment détruit pendant la révolution de 1789).

## Architecture et décoration

### Extérieur

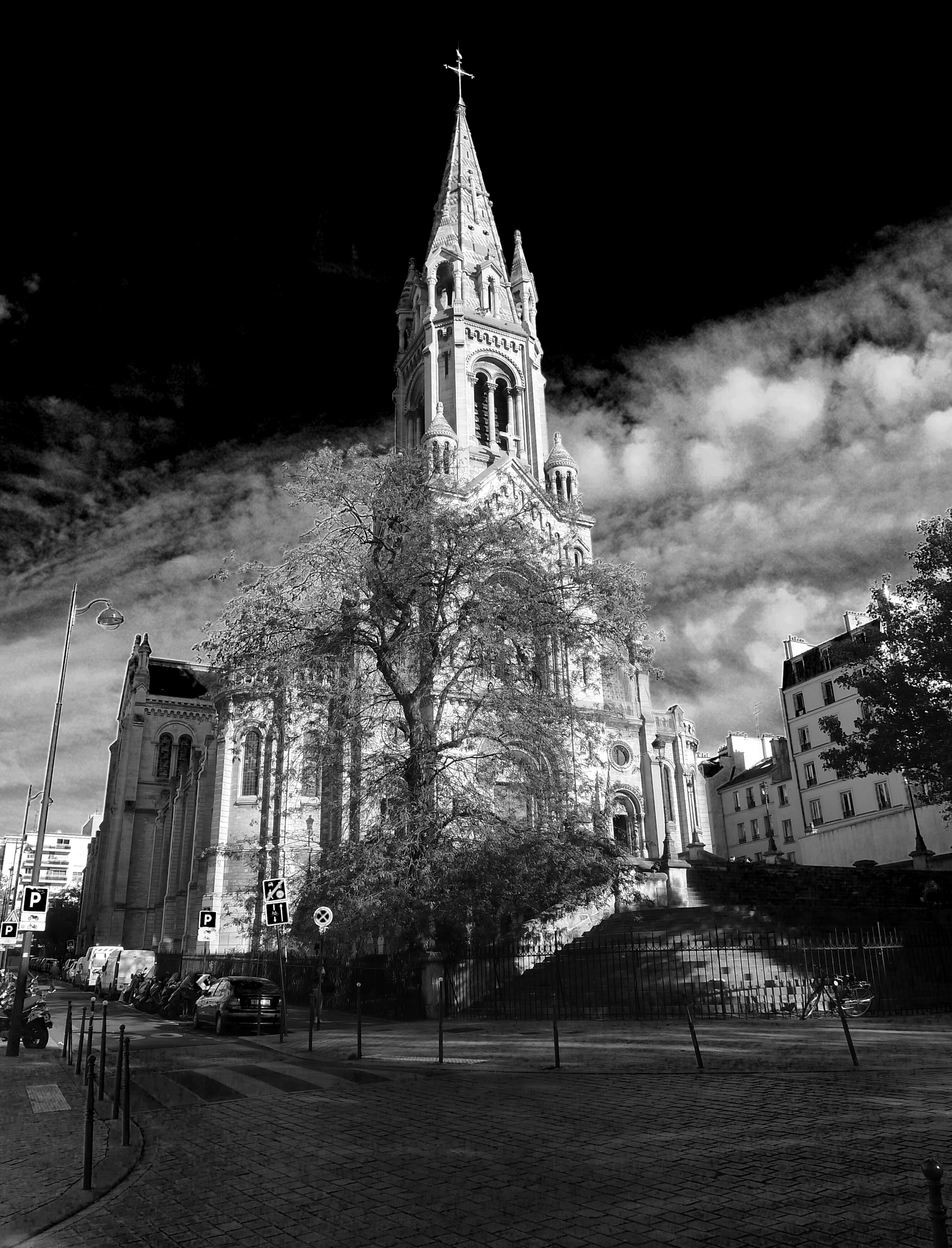
L'église en 2014 vue depuis la place Maurice-Chevalier.

L'architecture de l'église s'inspire de modèles romans et gothiques, déclinés autour d'un plan très allongé et d'une nef centrale assez étroite.
L'église actuelle a été conçue sous le règne de Napoléon III, par l'architecte Louis-Jean-Antoine Héret (1821-1899) dans un style néo-roman. Elle est édifiée sur la forte pente de la colline de Ménilmontant, ce qui a nécessité la construction d'un perron de 54 marches afin de rattraper la différence de niveau entre la place où se situe la façade et le chevet.
L'église Notre-Dame-de-la-Croix est un édifice imposant : 97 mètres de longueur, 38 mètres de largeur, 20 mètres de hauteur sous la voûte de la nef. Elle s'étend sur 3 195 m2 et son clocher culmine à 78 mètres de hauteur.
Par sa longueur, il s'agit de la troisième église de Paris et elle possède une surface très importante de toitures en ardoises. Une partie des couvertures basses en cuivre sont d'origine. Elles sont supportées par des charpentes en bois, mais les combles de l'église possèdent aussi des poutres métalliques complétant les nervures en fonte visibles sous les voûtes de la nef. Héret a donc bâti un édifice de conception traditionnelle, mais a su y ajouter une structure métallique moderne et audacieuse pour l'époque, pour soutenir les voûtes.

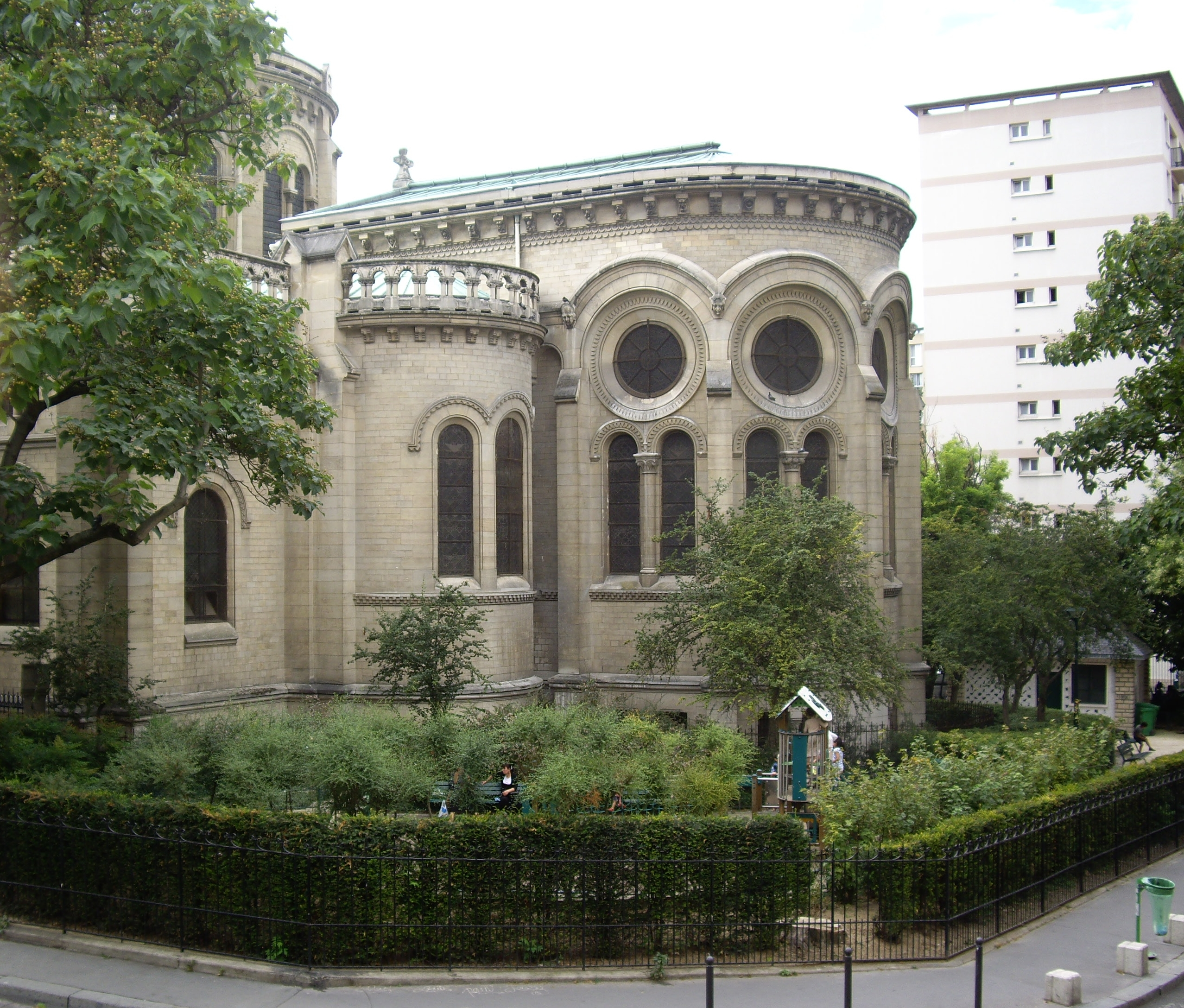
Le chevet de l'église.
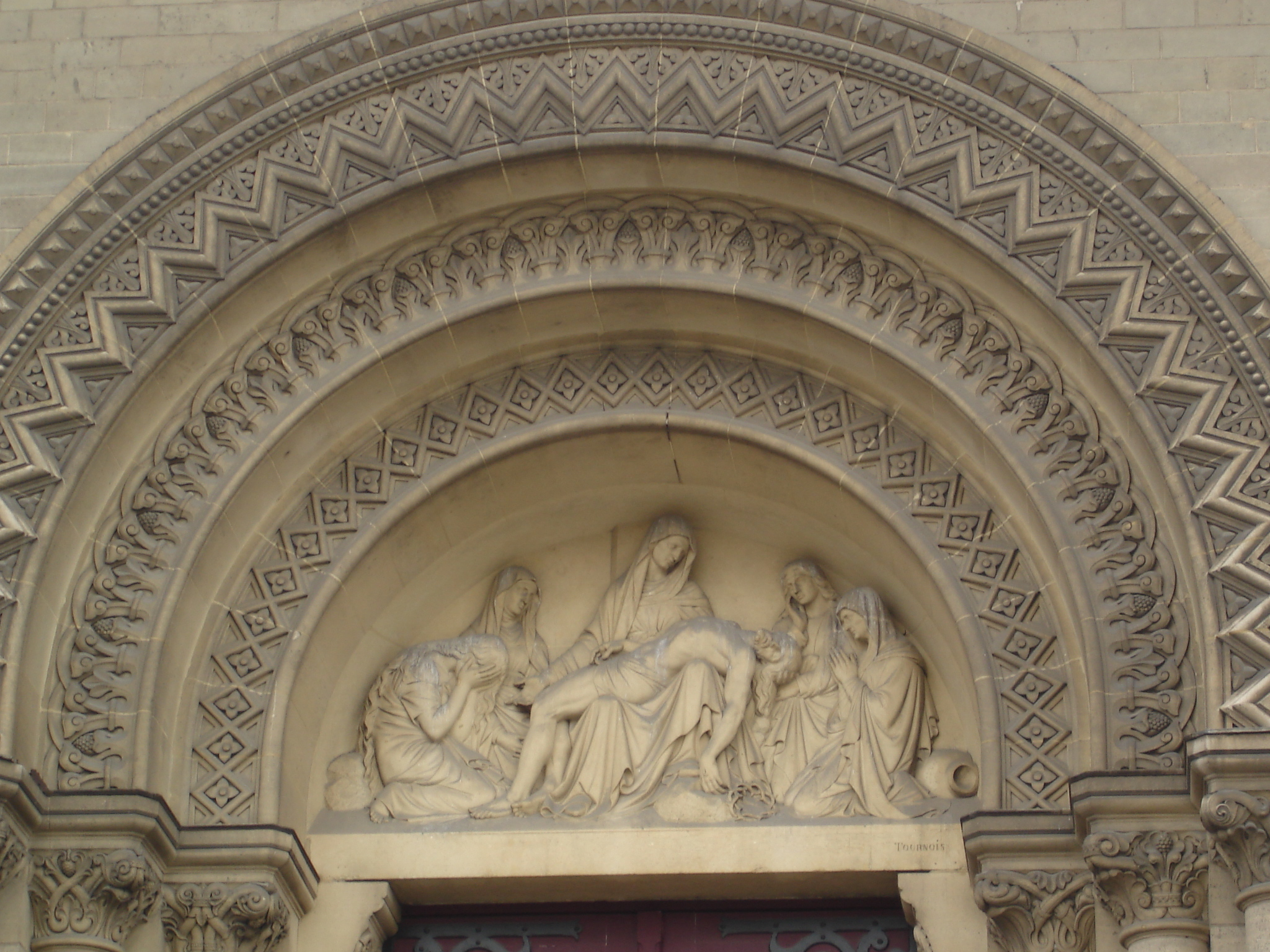
Tympan avec bas-relief représentant une pietà.
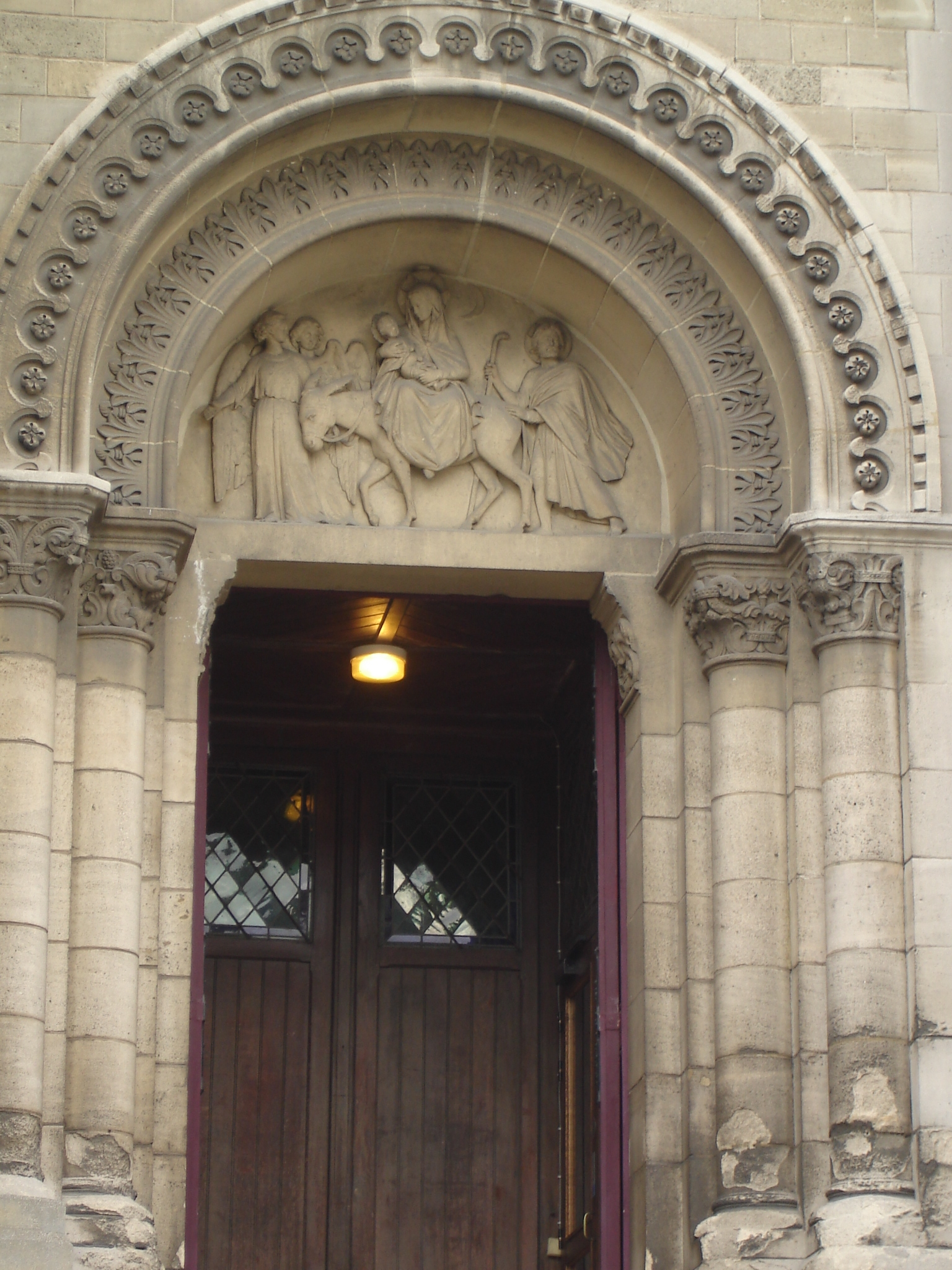
Tympan avec bas-relief représentant la Fuite en Égypte.

### Intérieur
L'église présente la particularité d'avoir une structure métallique particulièrement visible sous les voûtes de la nef.

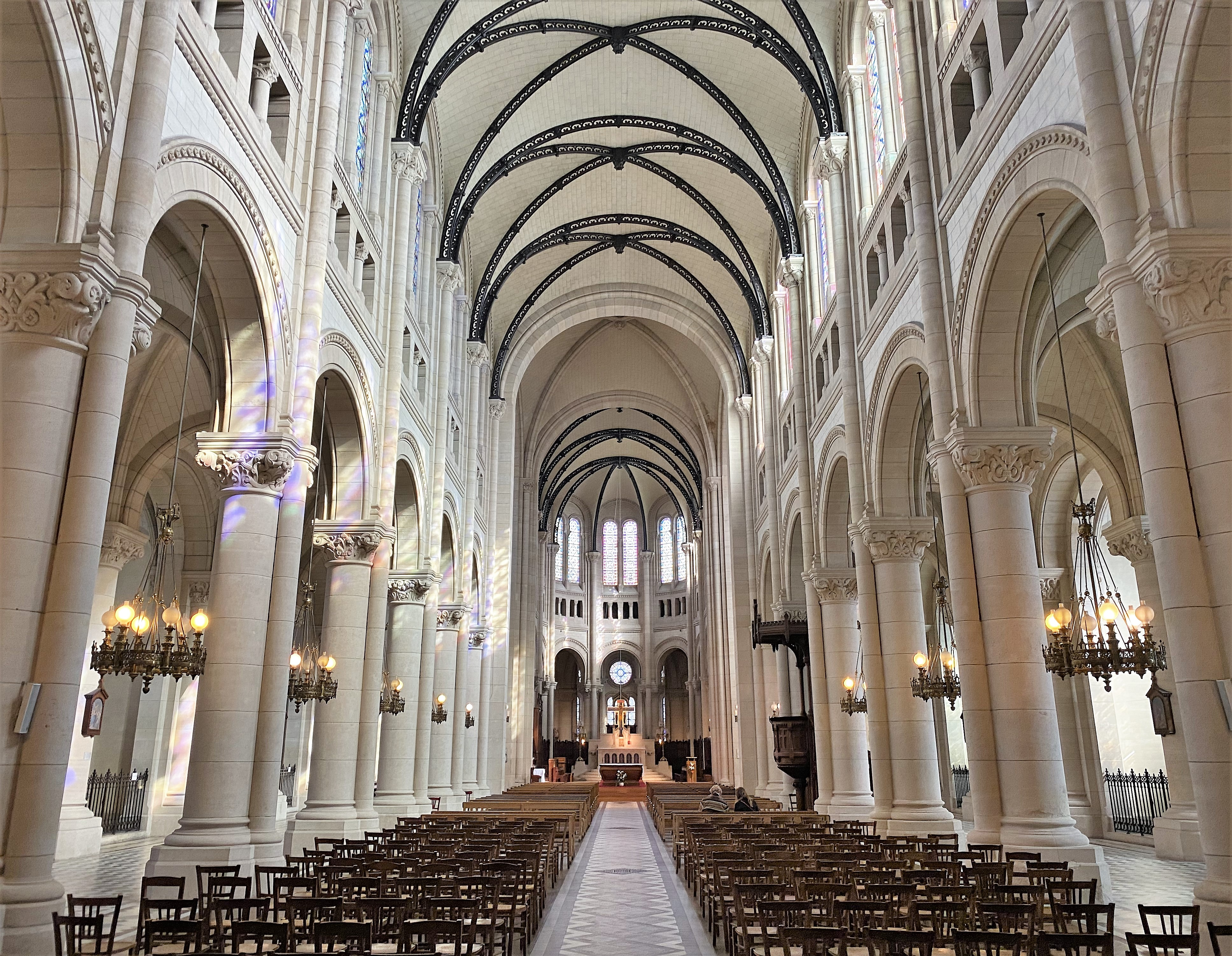
La nef.
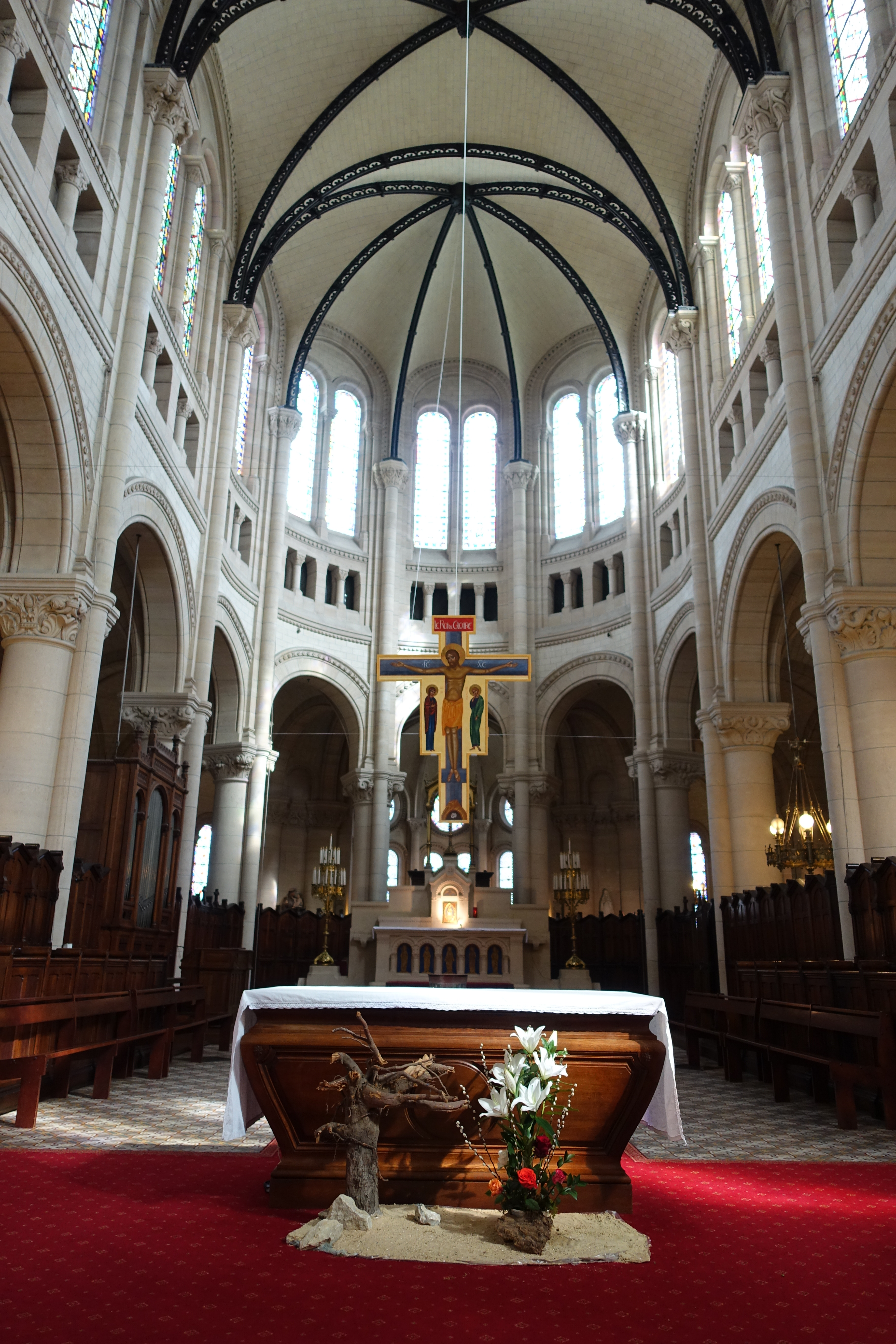
L'autel et le chœur.
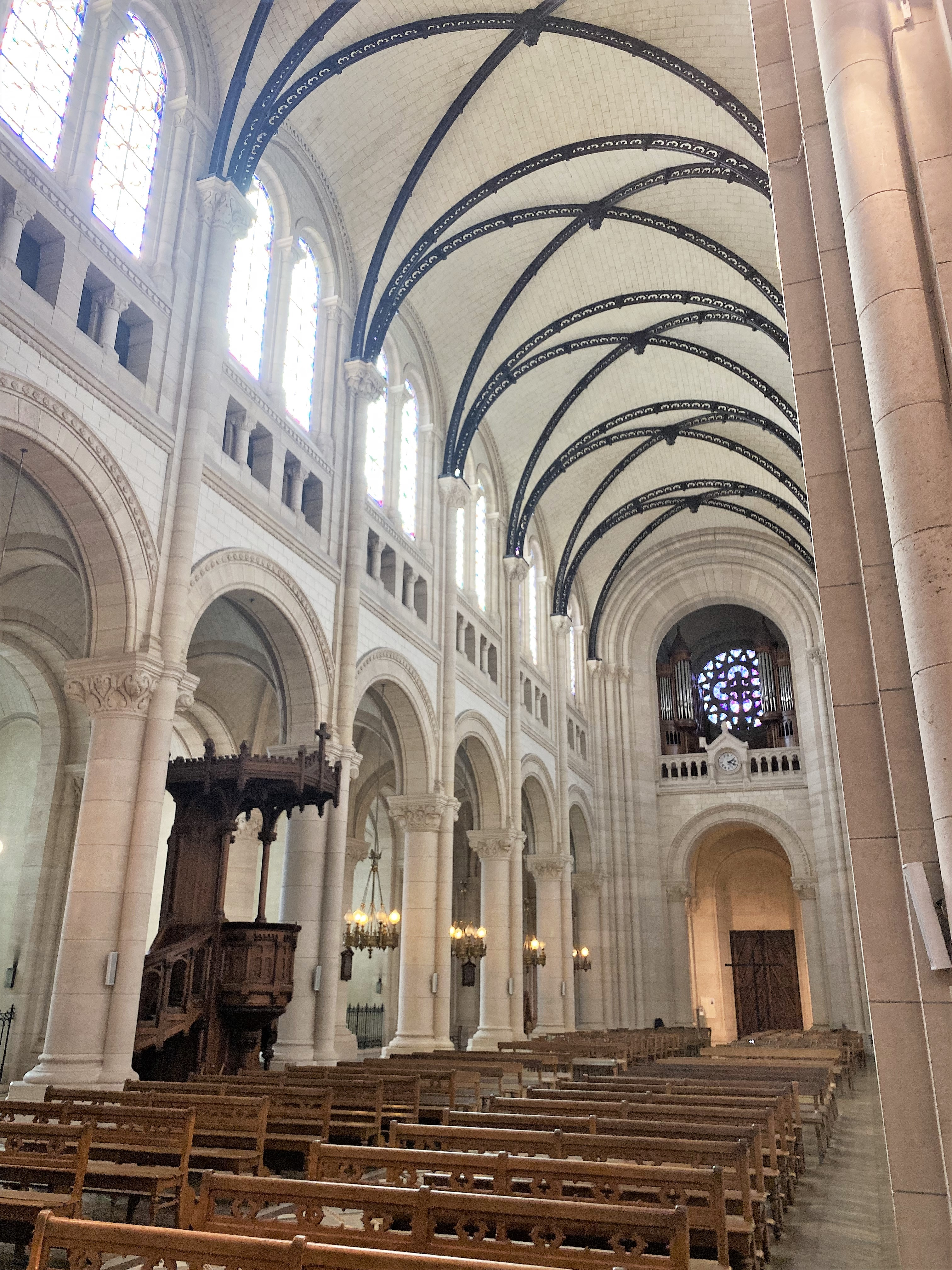
La nef vers l'orgue et le narthex.
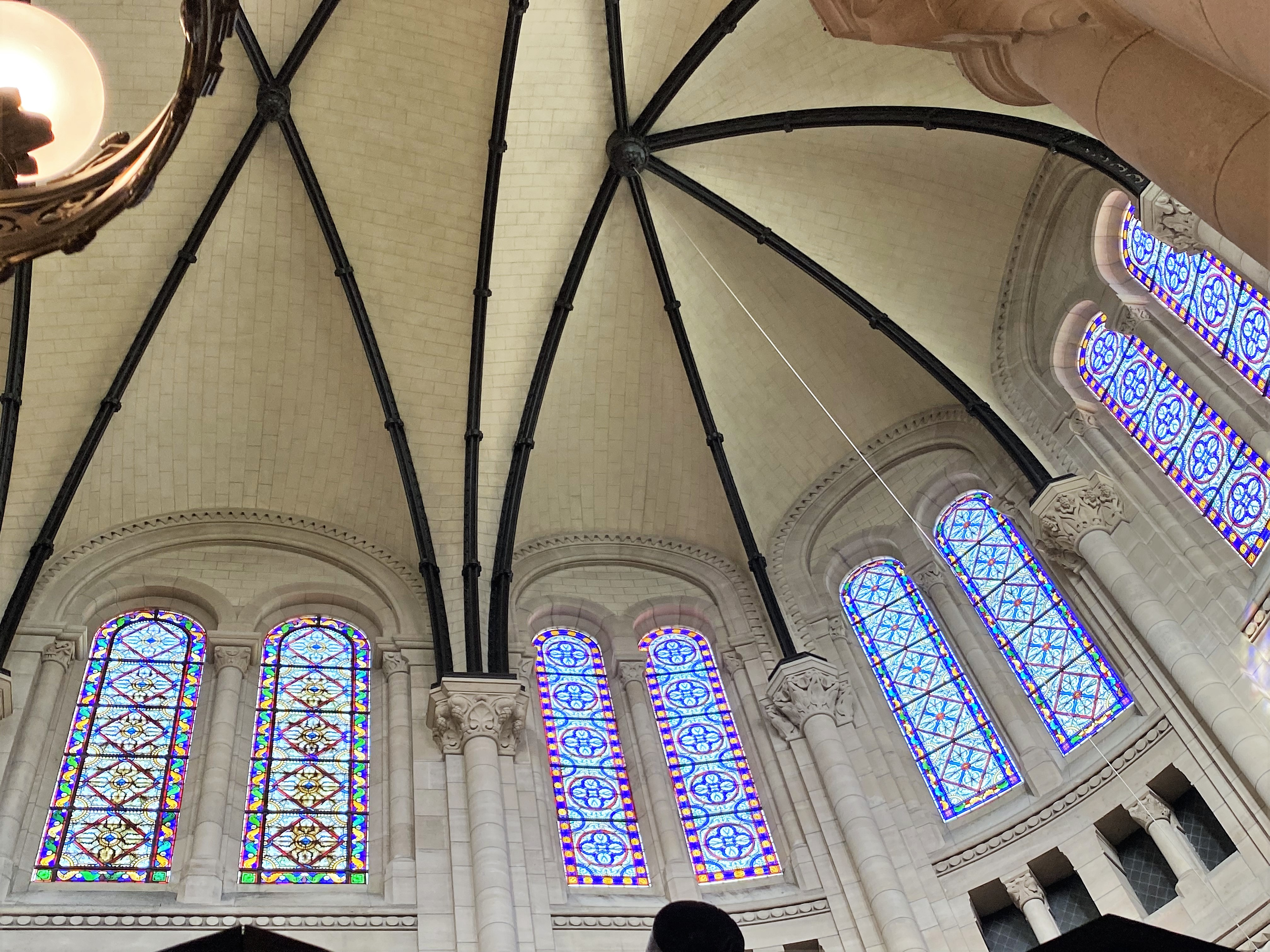
La voûte.
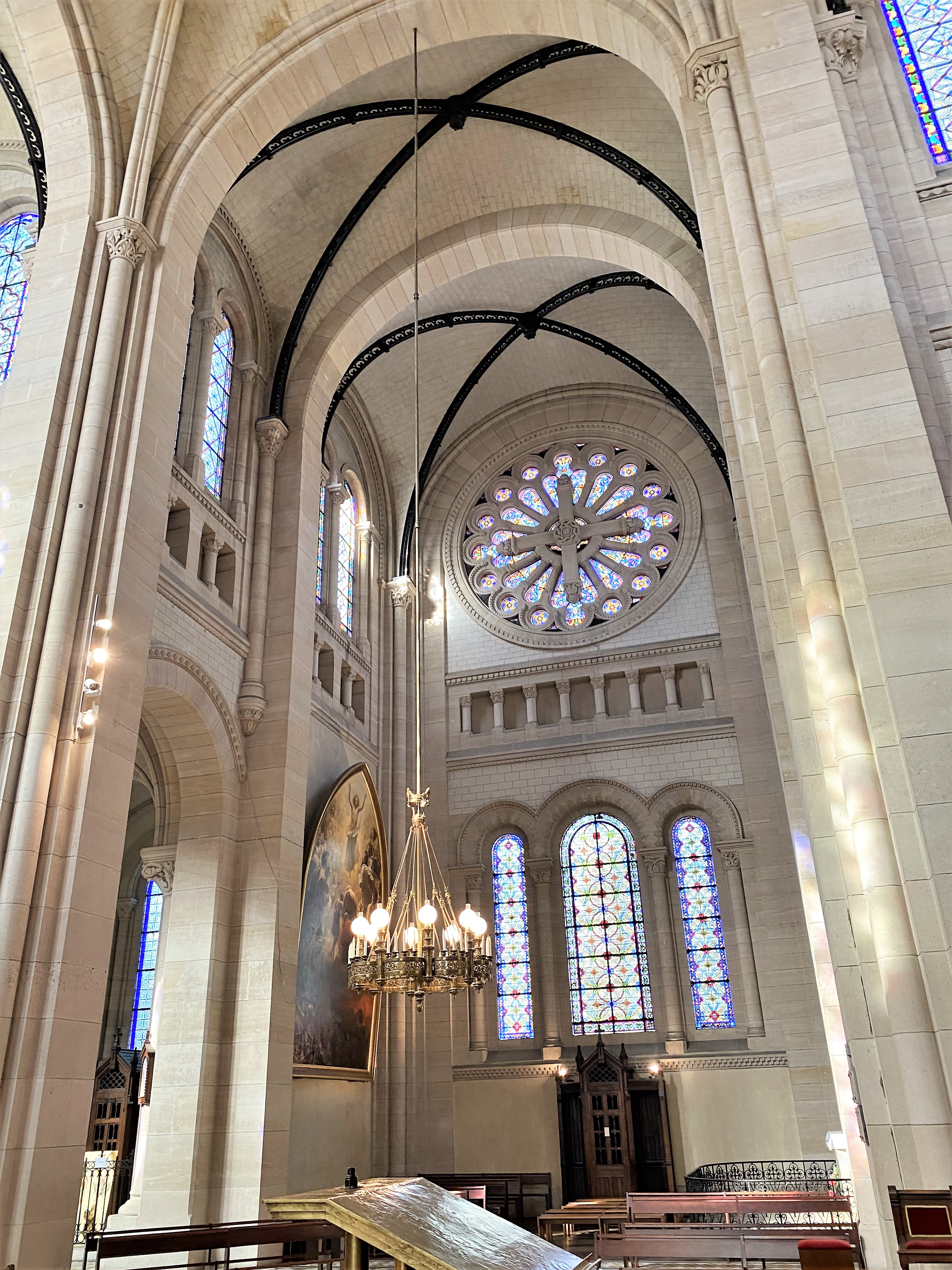
Le transept.
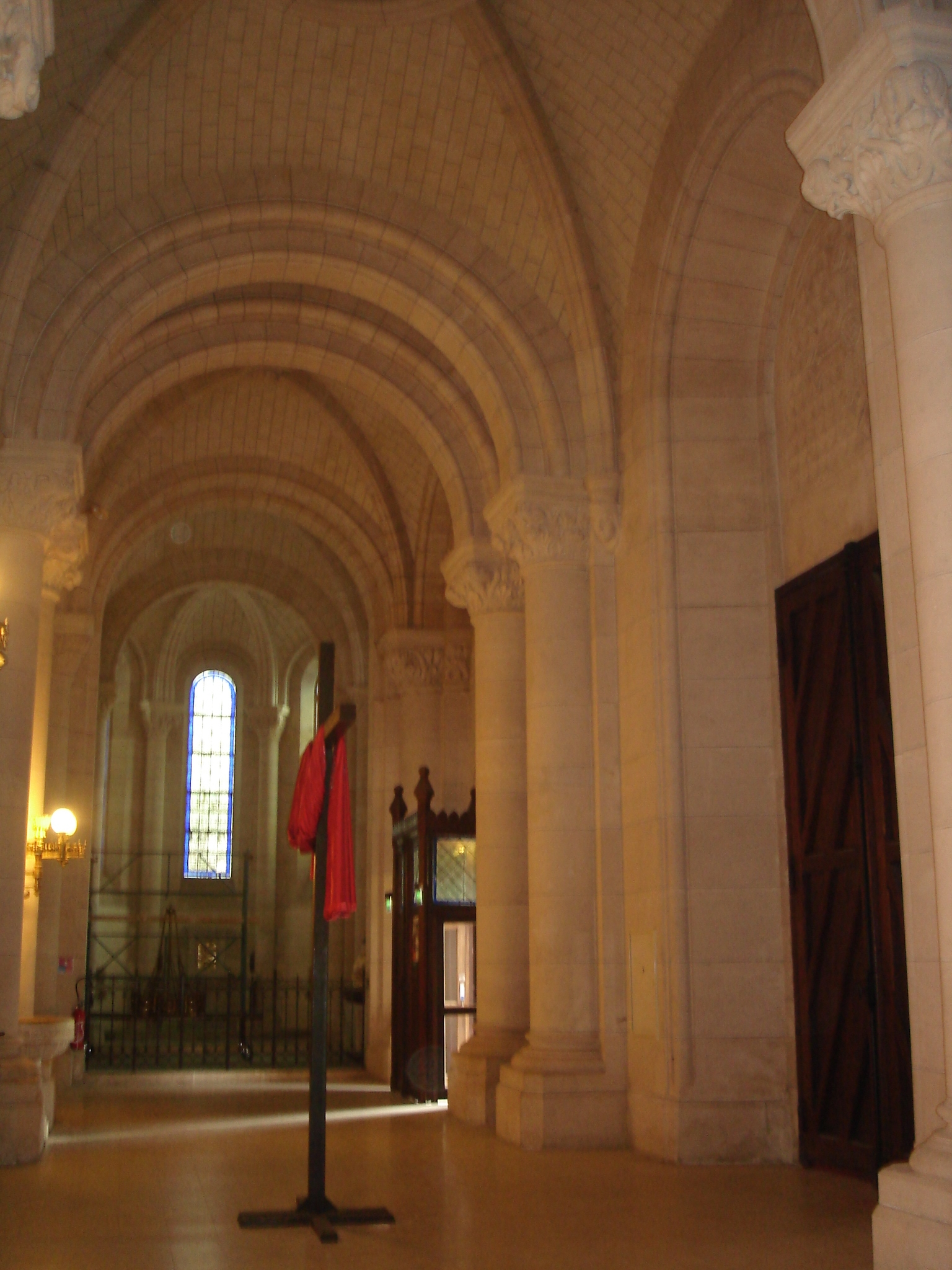
Le narthex.
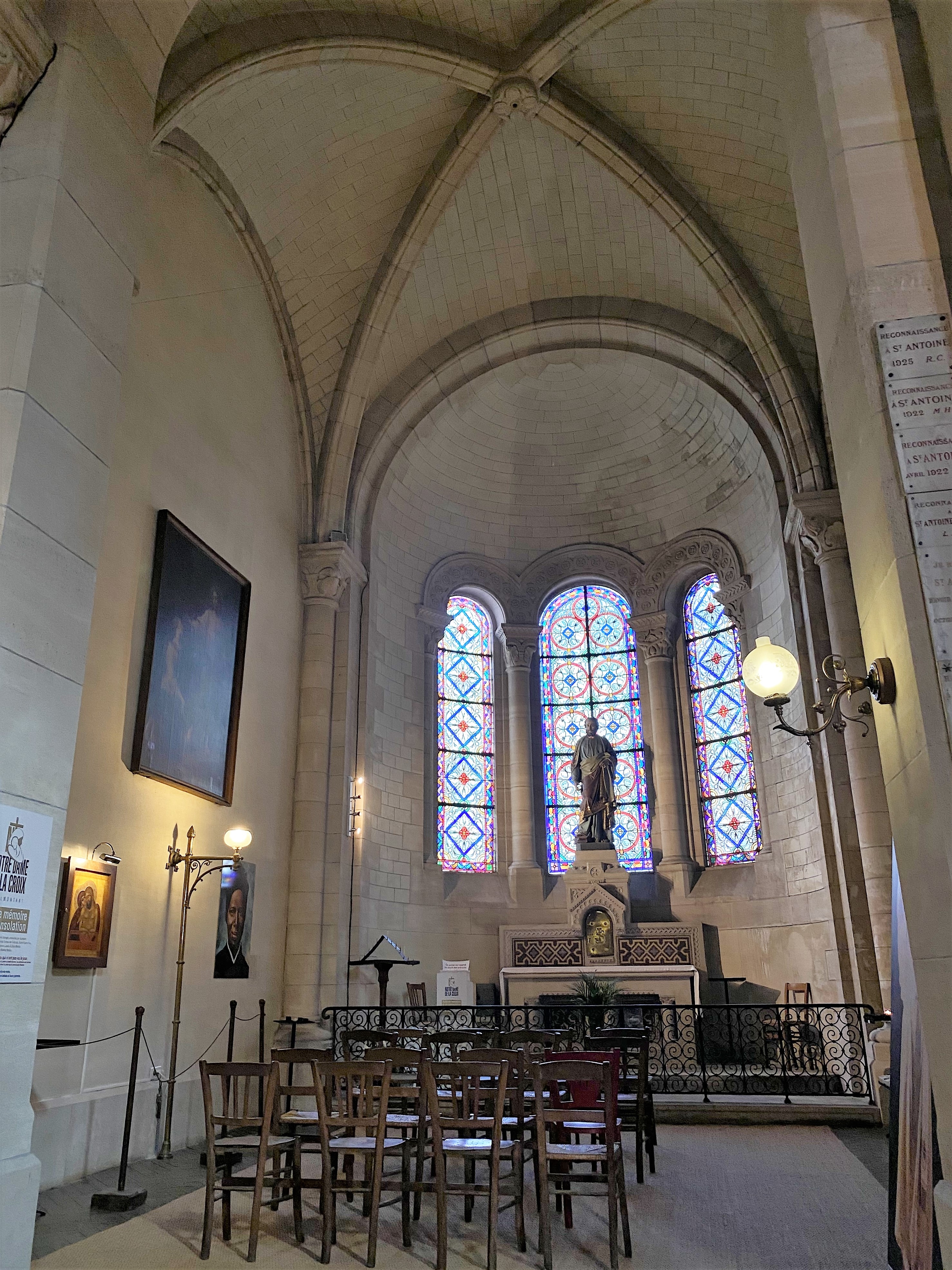
Une chapelle.
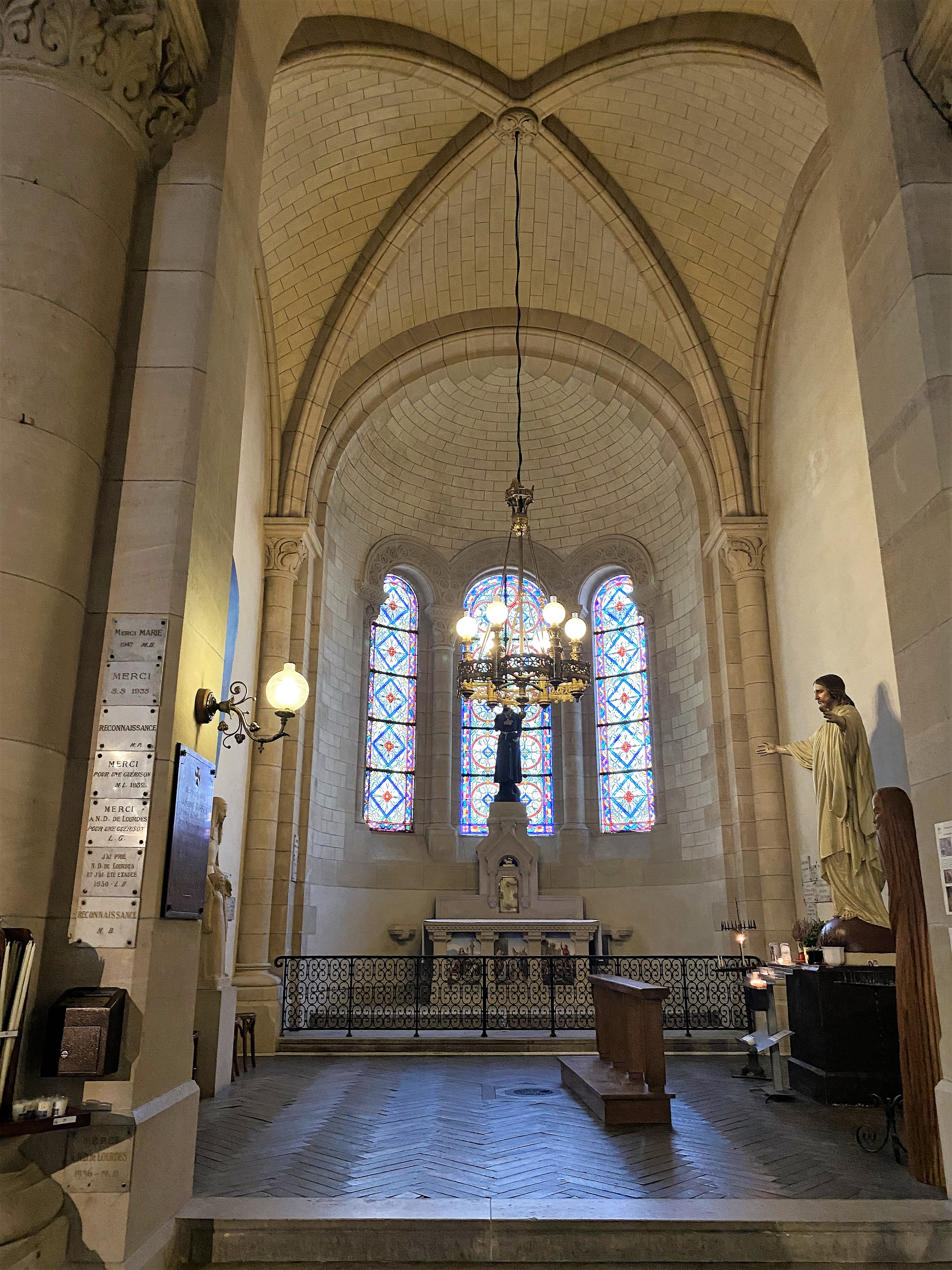
Une autre chapelle.

### Mobilier et œuvres d'art
Le tableau le plus ancien représente le Martyre de saint Crespin (1620) d'Alexandre Durant. C'est le seul connu de ce peintre.
Datant du XIXe siècle et pour la plupart de l’inauguration de l’église, les autres sont l'œuvre des artistes :
- Jean-Jacques Lagrenée (La Mort de Joseph, transept gauche, côté est) ;
- Pierre Claude François Delorme (Jésus descendant aux limbes, transept gauche, côté ouest) ;
- Albert Chanot (composition mixte comprenant une statue de La Vierge au pied du Christ en croix et une grande peinture illustrant L'histoire de l'Humanité souffrante et sauvée, transept droit, côté est) ;
- Jean-Pierre Granger (Jésus guérissant les malades, transept droit, côté ouest) ;
- Jean-Baptiste Charpentier (Saint Paul sur le chemin de Damas, 1819, côté gauche du déambulatoire) ;
- Constant-Louis-Félix Smith (Moïse et le Serpent d'airain, 1819,  côté gauche du déambulatoire ; tableau conçu pour l'église Saint-Paul-Saint-Louis) ;
- Jules Loebnitz et Léon Chédeville (faïence représentant Deux anges adorant le Sacré Cœur, 1881, côté droit du déambulatoire) ;
- Jules Louis Machard (quatre scènes de la vie de la Vierge Marie, chapelle absidiale) ;
- Xavier-Alphonse Monchablon.

Quelques œuvres d'art
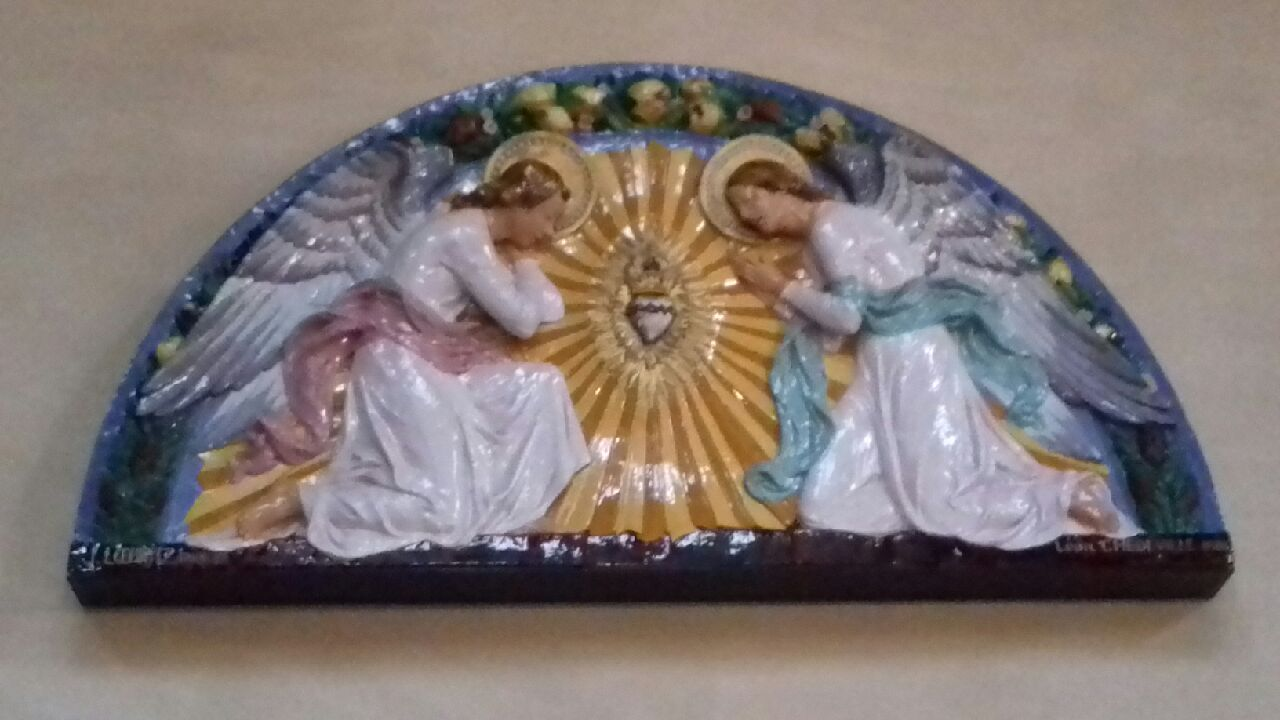
Deux anges adorant le Sacré Cœur. Faïence de  Jules Loebnitz d'après Léon Chédeville.

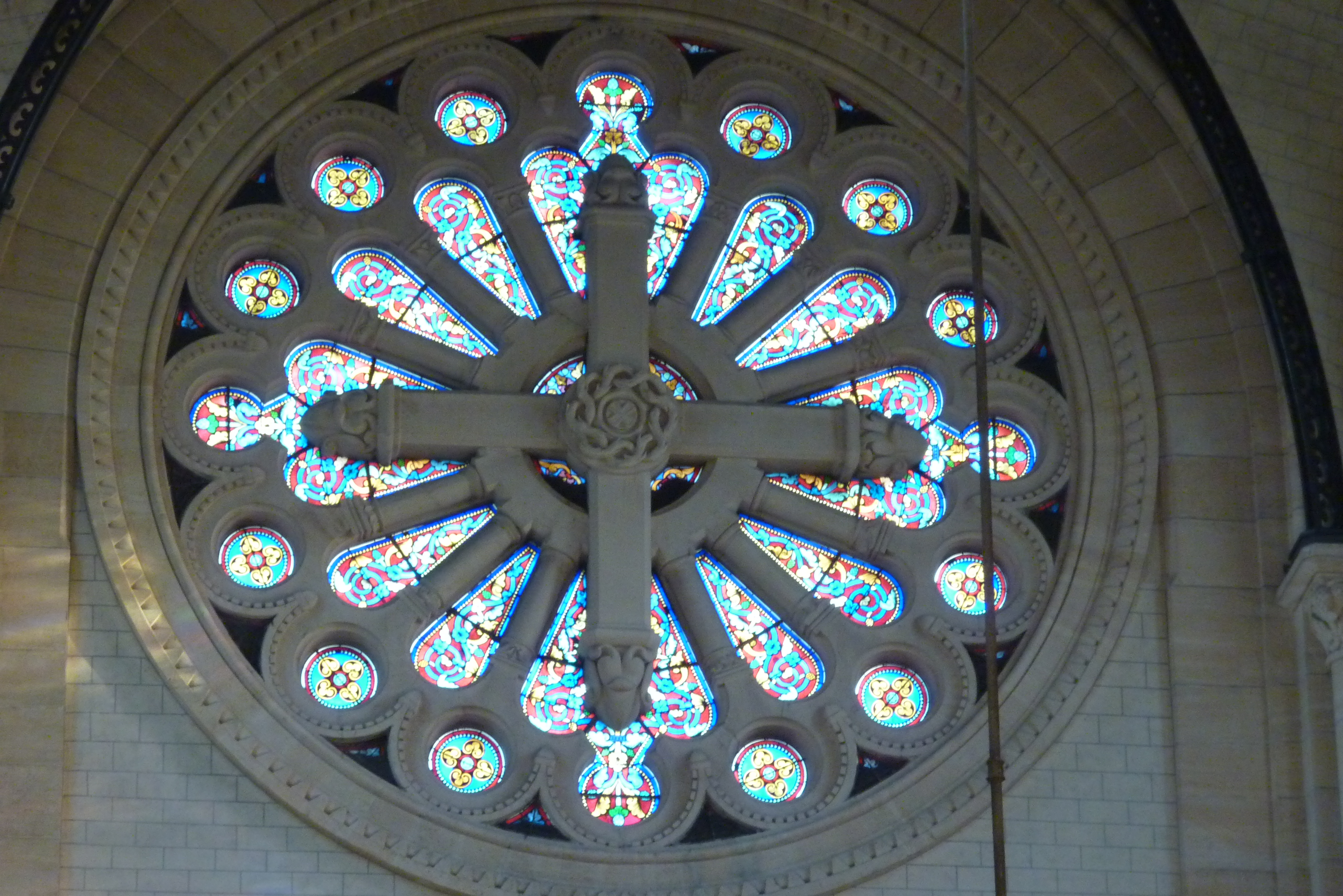
Une rosace du transept.
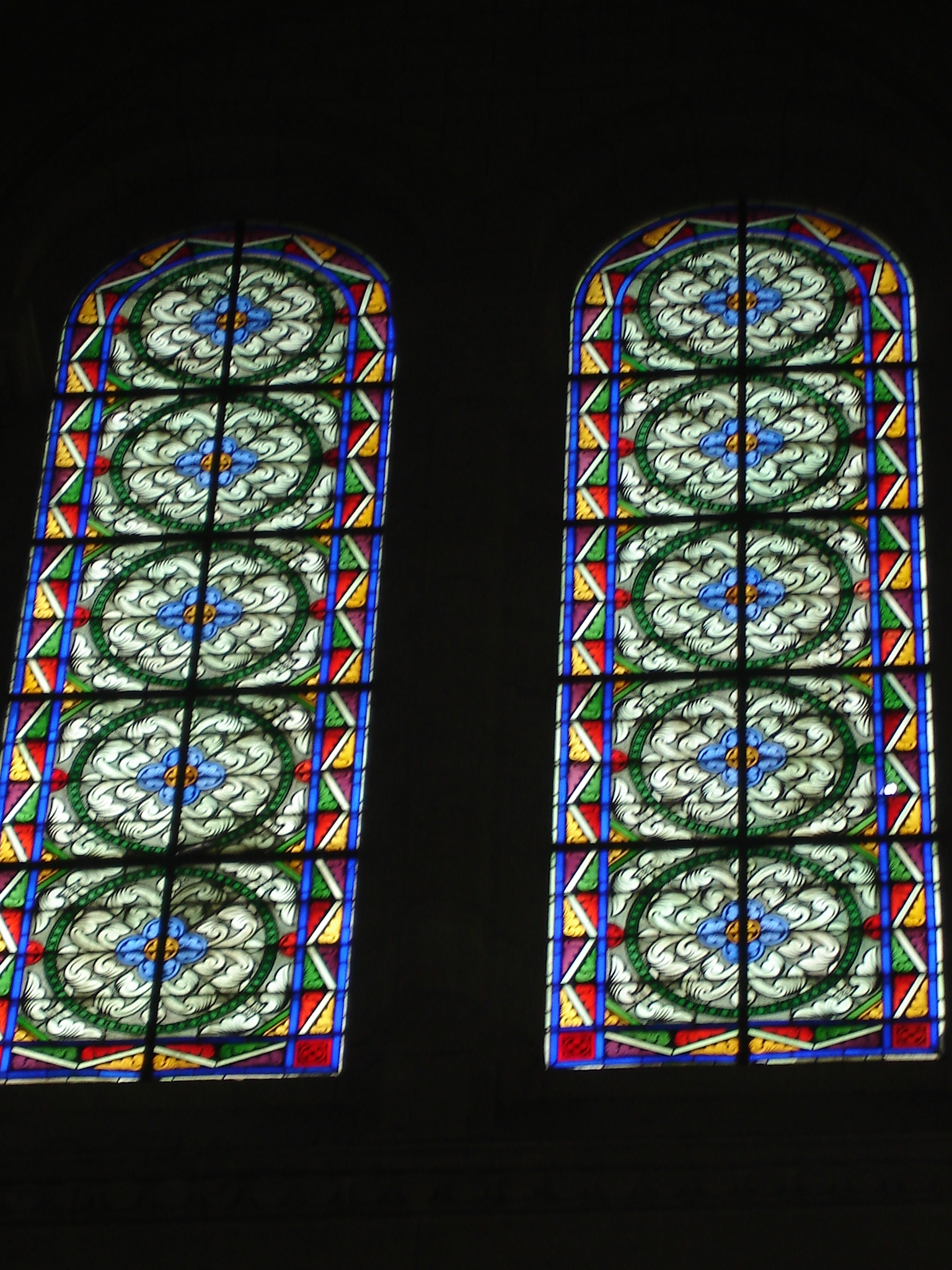
Deux vitraux.
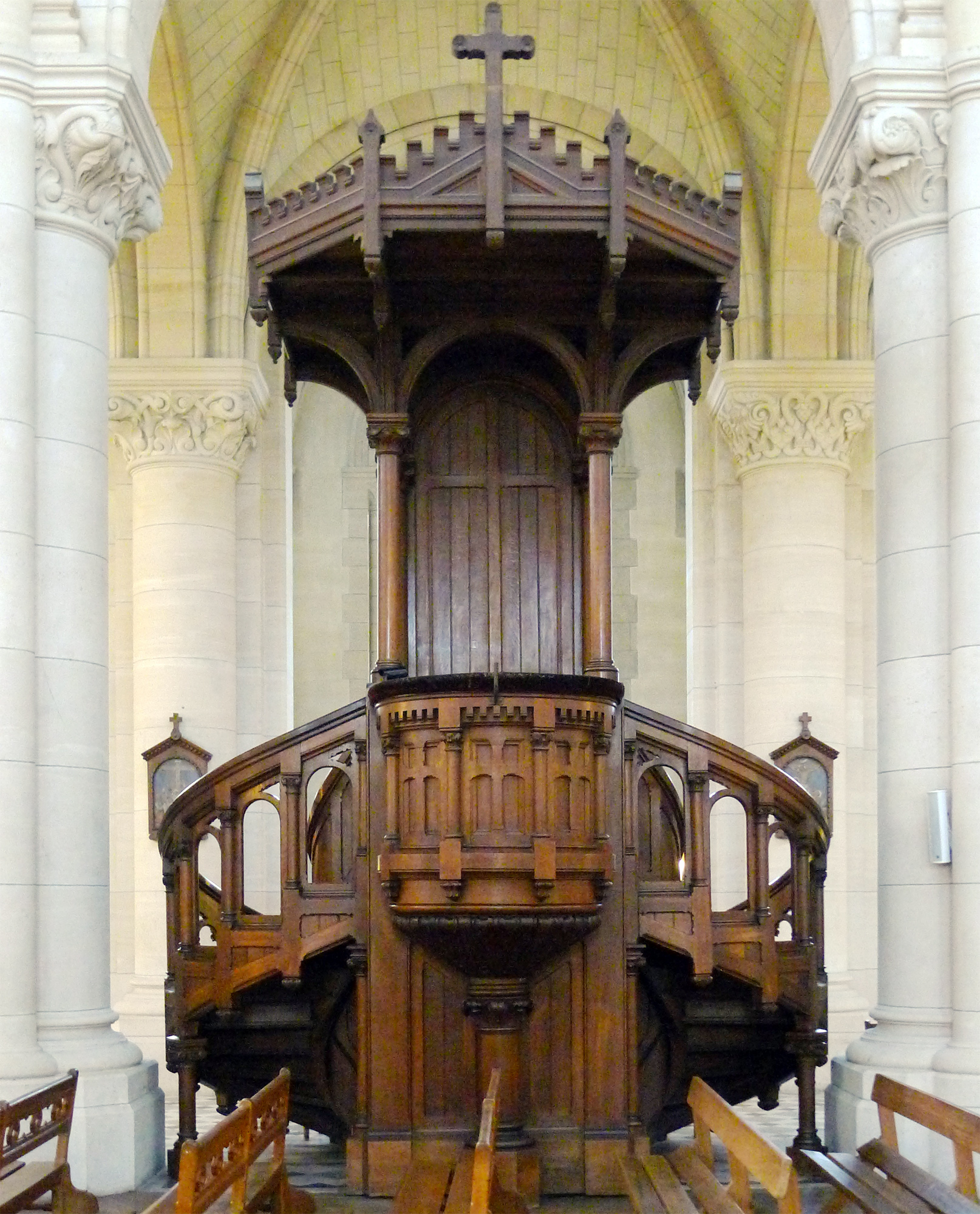
La chaire.
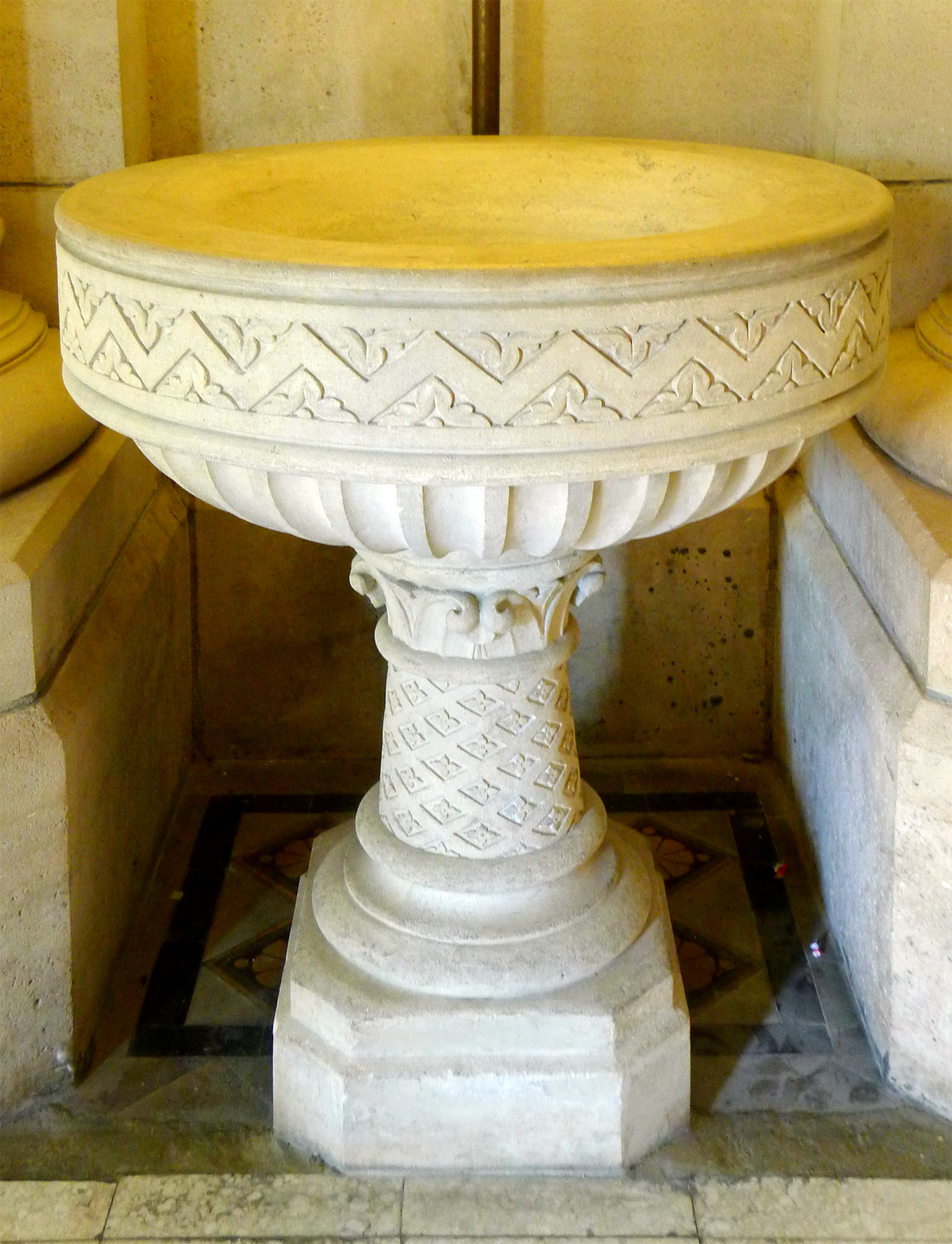
Un  bénitier.

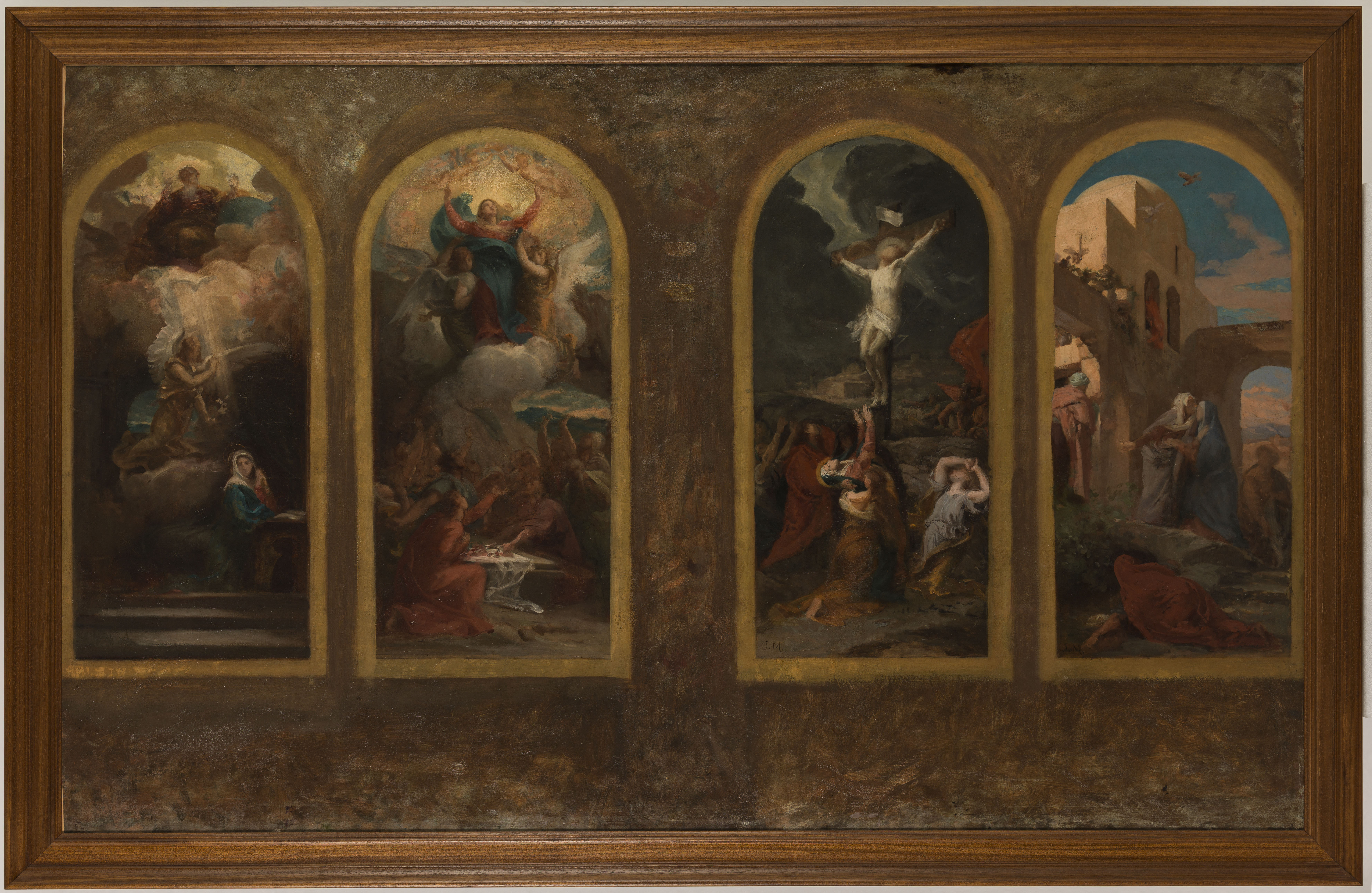
Annonciation - Assomption - Stabat Mater - Visitation, esquisses de Jules Louis Machard pour la chapelle absidiale, vers 1875. Petit Palais.
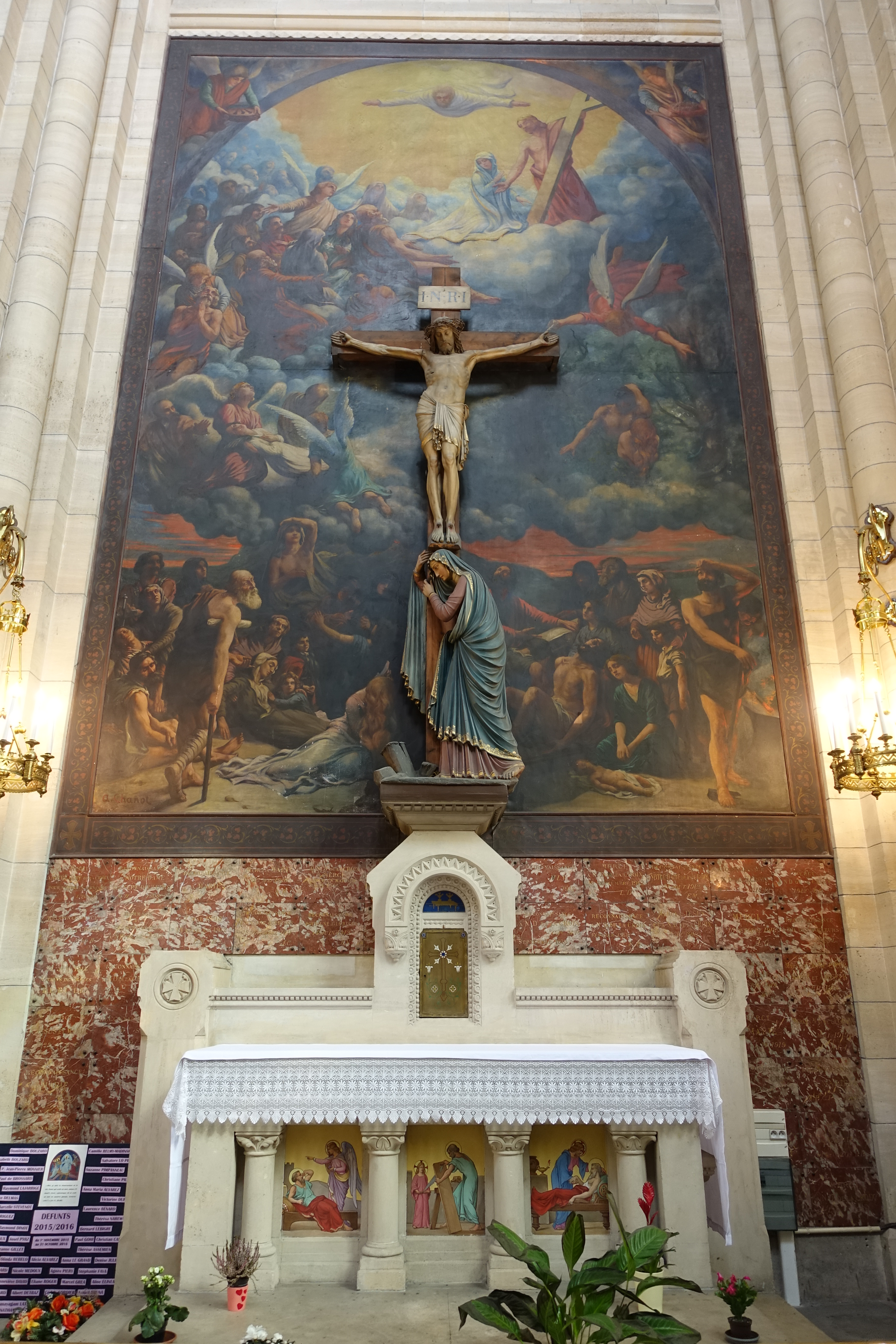
Composition d'Albert Chanot (transept droit).
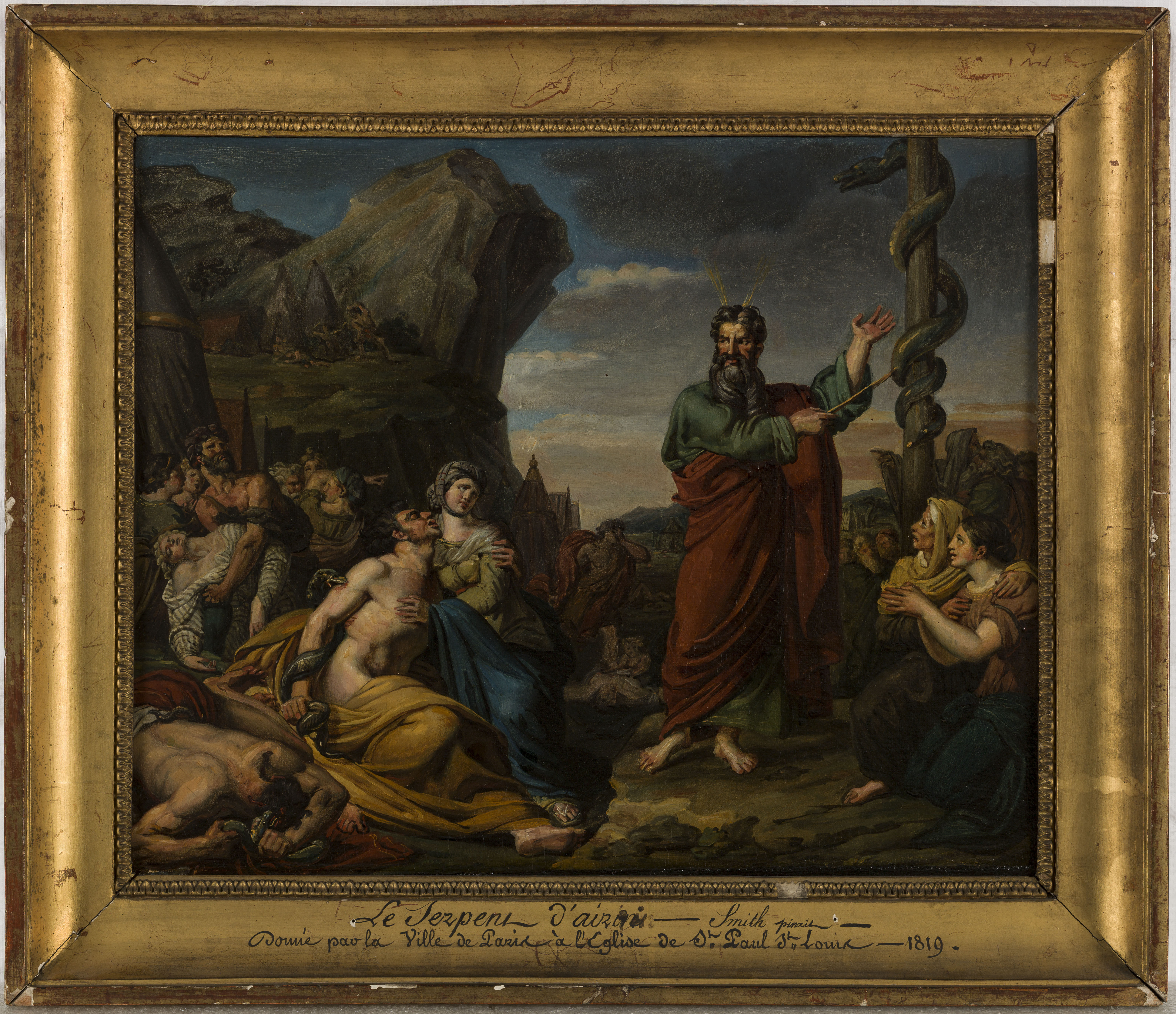
Moïse et le Serpent d'airain, esquisse de Constant-Louis-Félix Smith pour l'église Saint-Paul-Saint-Louis. Petit Palais.

### Grandes orgues
L'orgue a été construit en 1874 par Aristide Cavaillé-Coll. Il possède trois claviers manuels et comporte 26 jeux. Sa qualité sonore est reconnue[réf. nécessaire].
Pour permettre le passage des cloches et éviter de masquer la grande rosace, le facteur d'orgues a laissé vide le centre de la tribune et disposé le buffet sur ses deux côtés.

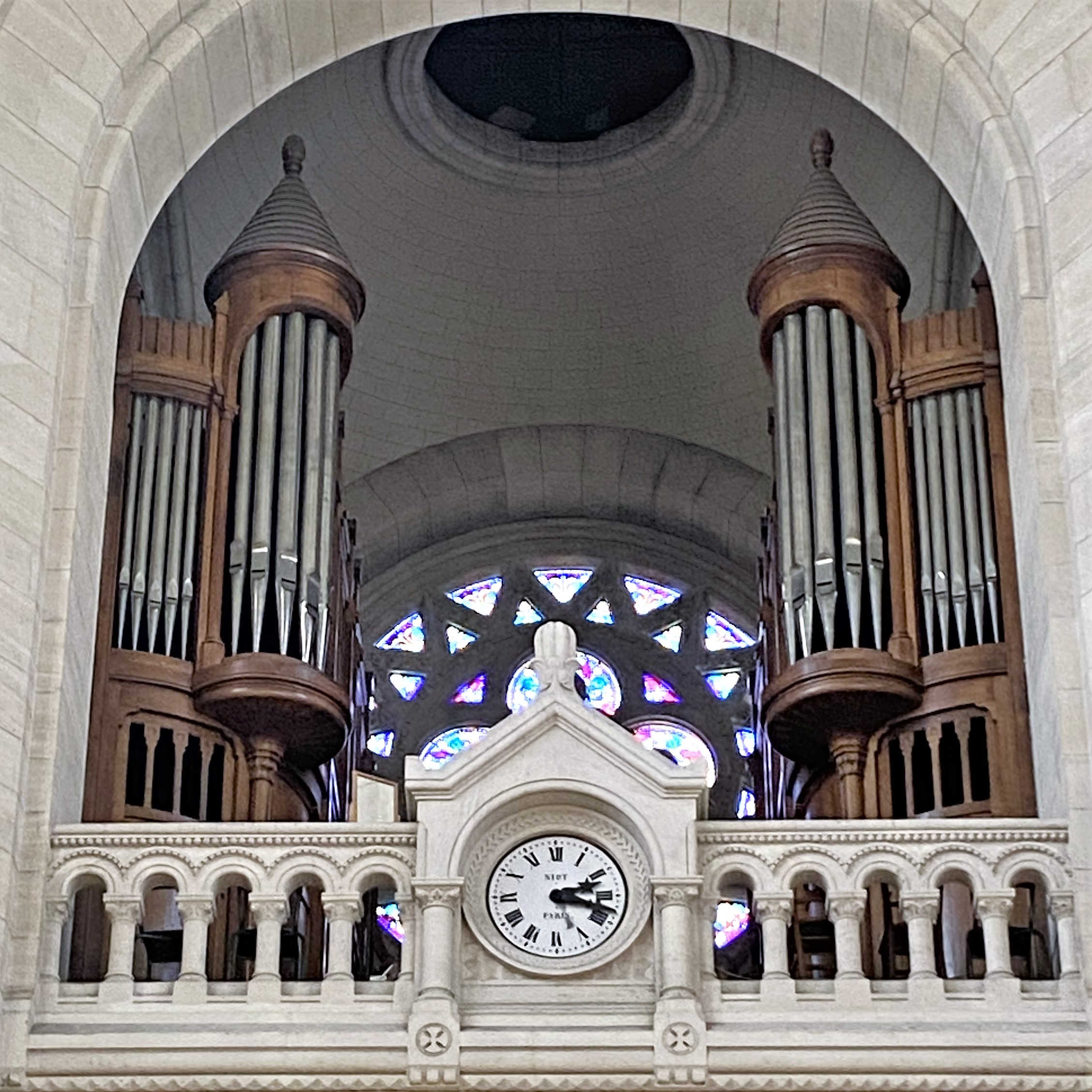
Les grandes orgues.
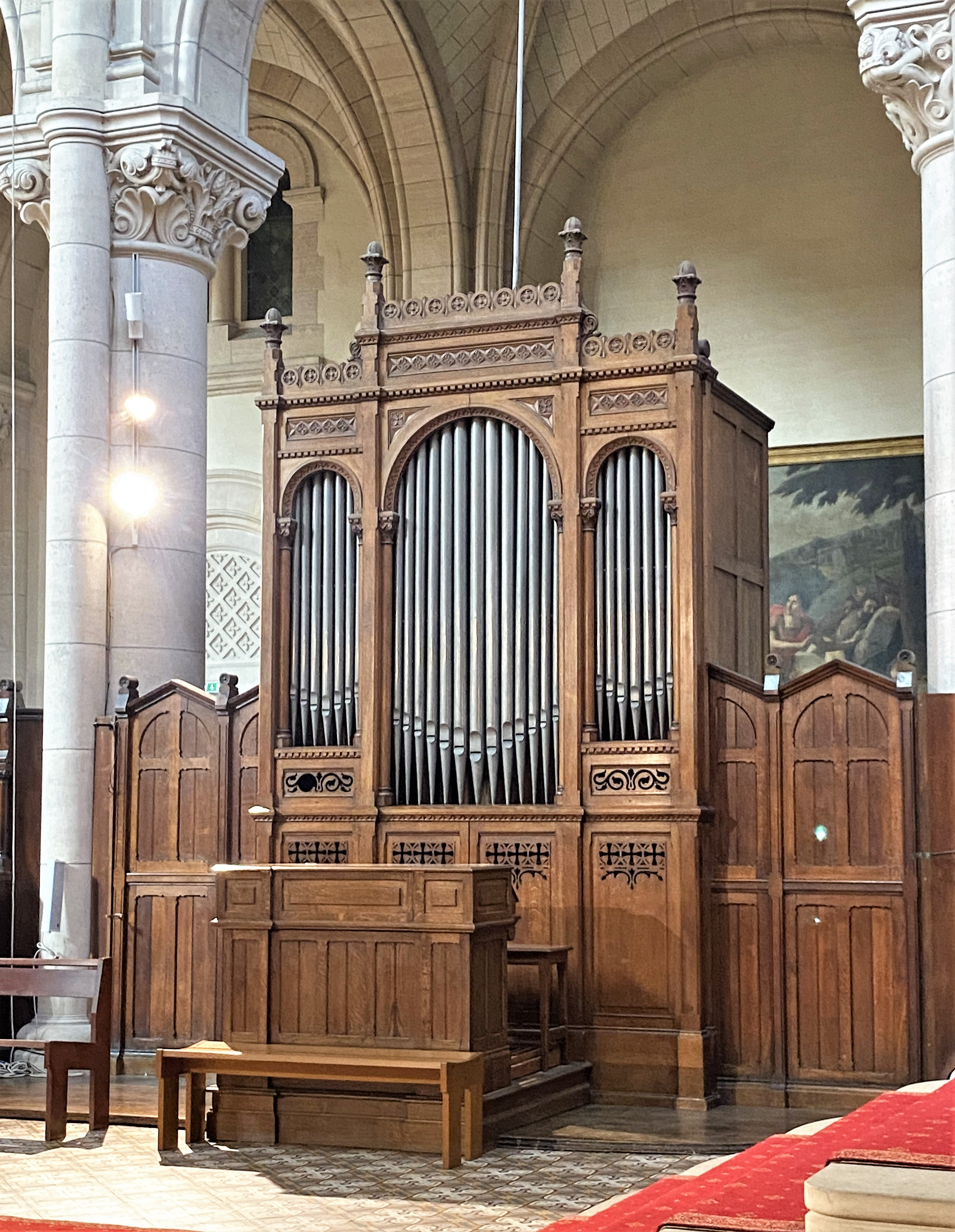
L'orgue du chœur.
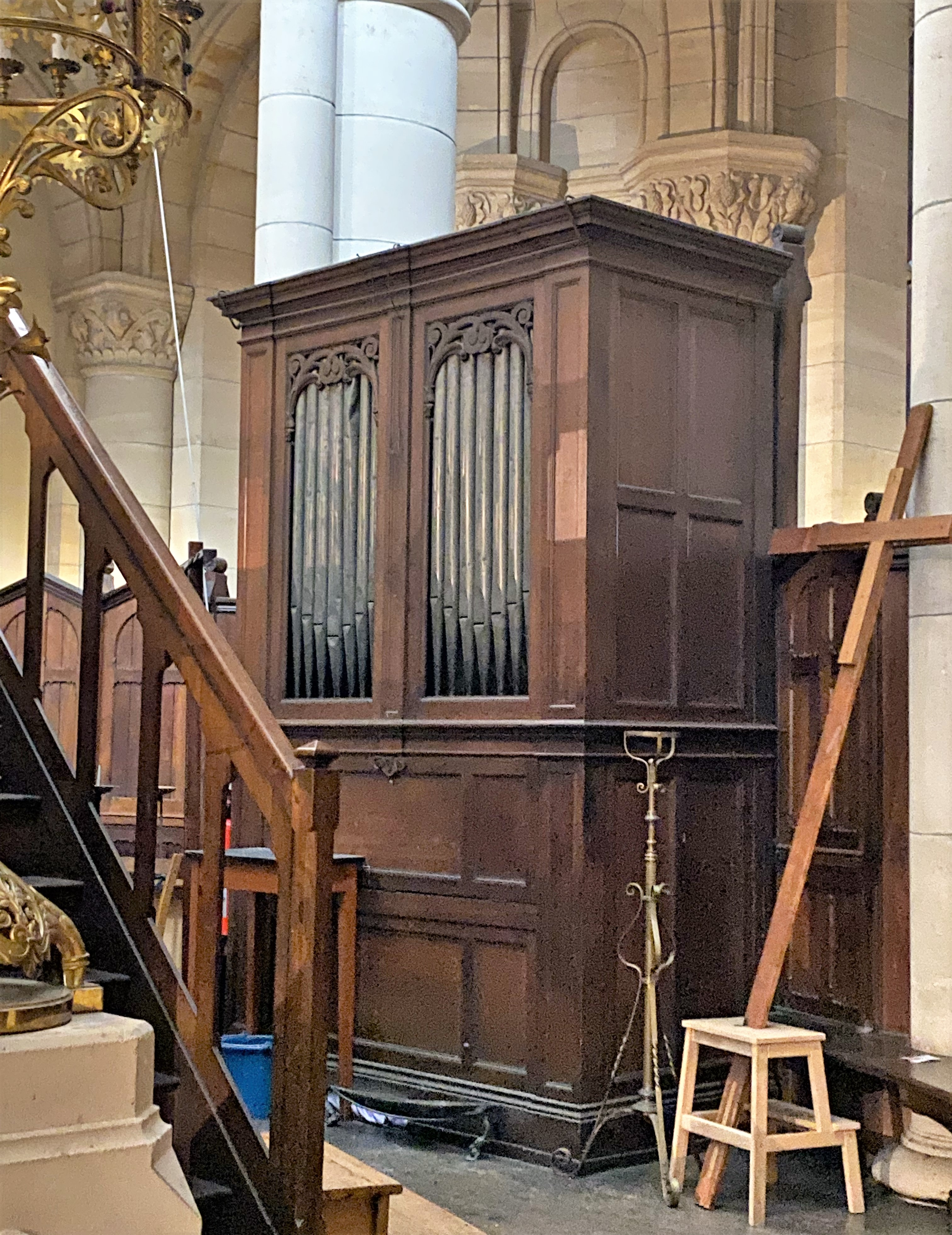
L'orgue derrière l'autel.

Titulaires successifs : 
- Émile Picard (1874) ;
- Maurice Sergent ;
- René Malherbe ;
- Gaston Litaize (1930-1932) ;
- Jean Langlais (1932-1934) ;
- Frédéric Denis (1990-aujourd'hui)[4].

## Curés de la paroisse
- C-A. Depille, 1847-1858
- A-M. Mugnier, 1858-1869
- J-L. Scheltien, 1869-1873
- J-M. Gentil, 1873-1878
- A. Blanchar, 1878-1893
- H-M. Blériot, 1893-1897
- J. Frisch, 1897-1905
- L. Poulin, 1905-1909
- J. Igonel, 1909-1912
- J-M. Jossier, 1913-1916
- H. Flynn, 1916-1927
- J. Touzard, 1927-1938
- H. Hubert, 1939-1946
- Gilbert Guaydier, 1946-1948[5]
- P. Bourdieu, 1948-1960
- J. Lemerle, 1960-1969
- Pierre Loubier-Detaille, 1969-1976
- Rock Adalian, 1976-1982
- Jean-Pierre Guiot, 1982-1987
- Dominique Aubert, 1987-1991
- Bertrand Derville, 1991-1996
- Chanoine Bernard Cattenoz, 1996-2004
- Jean-Marc Pimpaneau, 2004-2014
- Stéphane Palaz, 2014-2022
- Charles Cornudet, 2022-

Le bulletin paroissial L'Ami de Ménilmontant est depuis 1945 un journal chrétien d'actualité locale, L'Ami du 20e, « très en prise avec la vie locale » et indépendant,,.

## L'église dans les arts

### Au cinéma
- Le Ballon rouge (1956) : l'église apparaît dans plusieurs séquences du film.
- Femme fatale (2002) : des scènes y sont tournées[9][source insuffisante].